# Моретти, Нанни
Джованни (Нанни) Моретти (итал. Giovanni (Nanni) Moretti; род. 19 августа 1953, Брунико, Трентино — Альто-Адидже, Италия) — итальянский кинорежиссёр, продюсер и актёр, лауреат множества национальных и международных кинопремий, включая четыре премии «Давид ди Донателло», восемь премий «Серебряная лента», «Золотую пальмовую ветвь» и приз за лучшую режиссуру Каннского кинофестиваля.

## Биография
Нанни Моретти родился в городе Брунико, но с детства живёт в Риме. Младший брат социолога литературы Франко Моретти. В школе занимался водным поло и был членом юниорской сборной Италии. В 1973 купил на свои деньги камеру «Super-8» и вместе с друзьями занялся производством любительских фильмов. Первая профессиональная картина Моретти — Ecce bombo — появилась в 1978 году и принесла режиссёру известность в Италии.
Уже первая его картина Ecce bombo была включена в конкурс фестиваля в Каннах. Всего Моретти шесть раз принимал участие в этом фестивале, в 2001 году получив главный приз — «Золотую пальмовую ветвь». Режиссёр известен по своим эксцентрическим комедиям, зачастую он снимает сам себя в главной роли в своих фильмах. За это он получил от журналистов звание «итальянского Вуди Аллена».
Кроме того, Моретти является политическим активистом, поддерживает левых, выступал против Сильвио Берлускони. Моретти принял участие в массовых акциях протеста против правительства Берлускони в сентябре 2002 года, в своём фильме «Кайман» (2006) он вывел пародийный образ этого политика. Режиссёр владеет собственным кинотеатром под названием «Cinema Nuovo Sacher» в Риме.

## Фильмография
- 1977 — «Отец мой, пастырь мой» / Padre padrone (реж. братья Тавиани) — актёр (Чезаре)
- 1978 — «Это бомба» / Ecce bombo — актёр (Микеле Апичелла), режиссёр, автор сценария
- 1981 — «Сладкие сны» / Sogni d’oro — актёр (Микеле Апичелла), режиссёр, автор сценария
- 1984 — «Бьянка» / Bianca — актёр (Микеле Апичелла), режиссёр, соавтор сценария
- 1985 — «Месса окончена» / La Messa è finita — актёр (дон Джулио), режиссёр, соавтор сценария
- 1989 — «Красный голубь» / Palombella rossa — актёр (Микеле Апичелла), режиссёр, автор сценария, продюсер
- 1993 — «Дорогой дневник» / Caro diario — режиссёр, автор сценария, продюсер
- 1998 — «Апрель» / Aprile — режиссёр, автор сценария, продюсер
- 2001 — «Комната сына» / La Stanza del figlio — актёр (Джованни), режиссёр, соавтор сценария, продюсер
- 2006 — «Кайман» / Il caimano — режиссёр, соавтор сценария, продюсер
- 2007 — «У каждого своё кино» / Chacun son cinéma — эпизод «Дневник киномана» — актёр (киноман), режиссёр, автор сценария
- 2011 — «У нас есть Папа!» / Habemus Papam — актёр, режиссёр, автор сценария
- 2015 — «Моя мама» / Mia madre — актёр, режиссёр, соавтор сценария, продюсер
- 2021 — «Три семьи»
- 2023 — «Великая магия» — актёр, режиссёр